# Asquillies
 Asquillies is een dorp in de Belgische provincie Henegouwen en een deelgemeente van de Waalse gemeente Quévy. Tot 1 januari 1977 was het een zelfstandige gemeente.

## Bezienswaardigheden
- De Onze-Lieve-Vrouwekerk (Église Notre-Dame) is een classicistisch kerkgebouw van het eerste kwart van de 18 eeuw. De op een heuveltje geplaatste kerk werd in de 19e eeuw nog hersteld. In de 21e eeuw werd de kerk onttrokken aan de eredienst en in 2014 verkocht aan een particulier die de kerk tot woning verbouwde.
- De Begraafplaats van Asquillies

## Natuur en landschap
Asquillies ligt aan de By die noordwaarts naar de Trouille loopt. De hoogte aan de kerk bedraagt 58 meter.

## Economie
In de 19e eeuw werd steenkool gewonnen om de kalkovens mee te stoken. Er waren ook enkele mijnzetels. In 1928 werd de laatste gesloten.

## Demografische ontwikkeling
Bron: NIS; Opm:1806 t/m 1970=volkstellingen; 1976=inwoneraantal op 31 december

## Nabijgelegen kernen
Nouvelles, Harveng, Bougnies, Noirchain